# Wrośniak anyżkowy

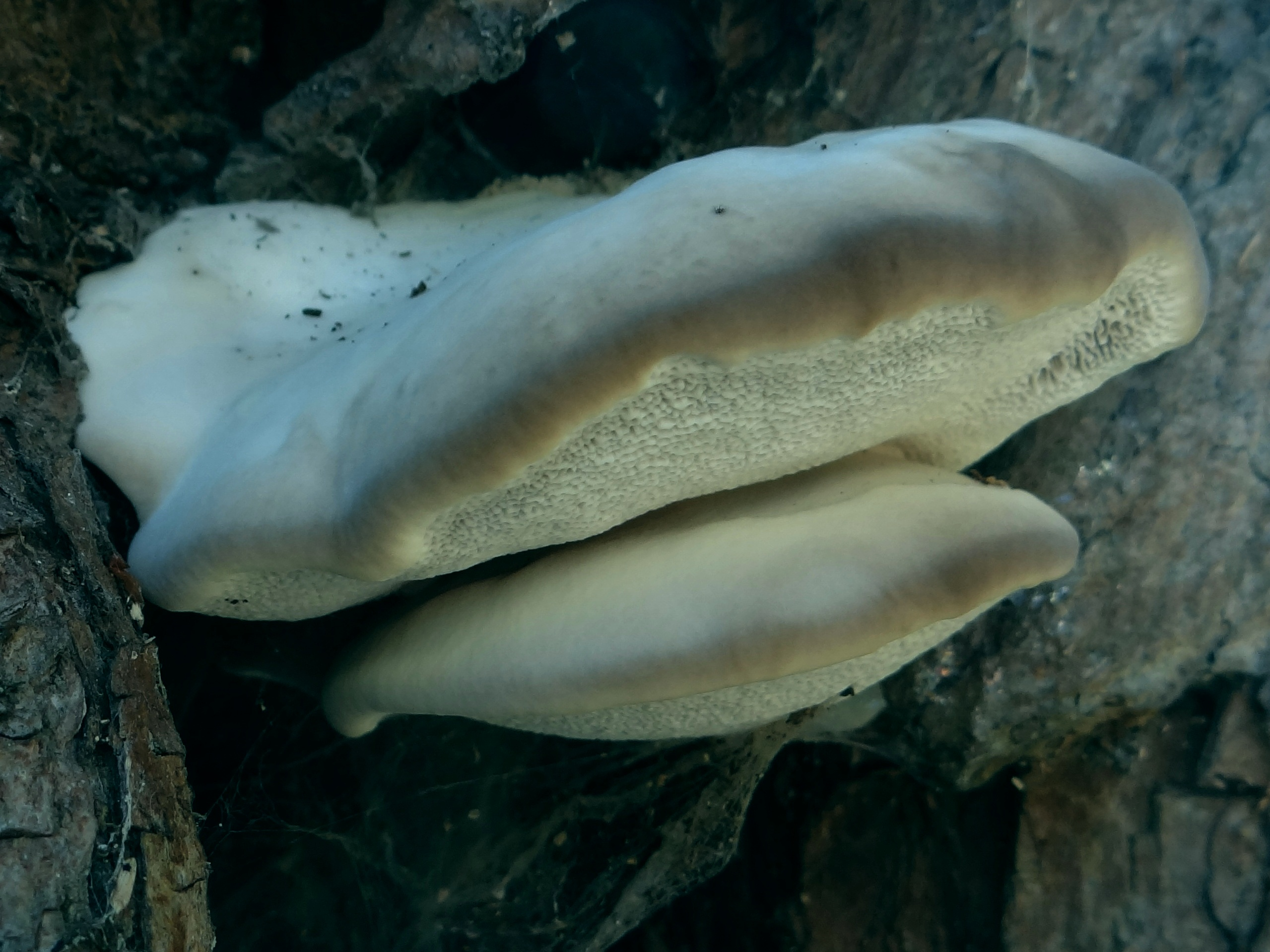

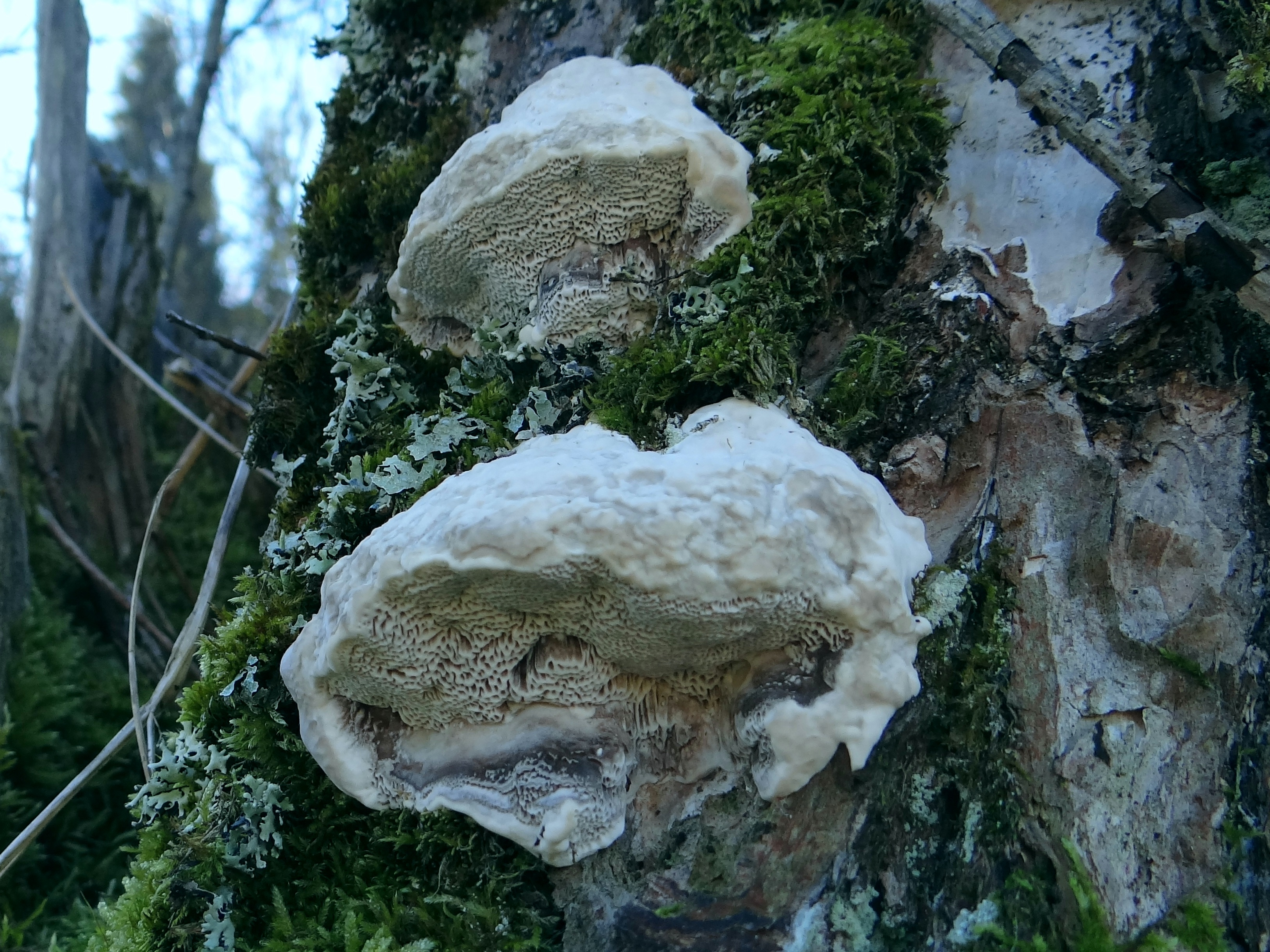

Wrośniak anyżkowy (Trametes suaveolens (L.) Fr.) – gatunek grzybów z rodziny żagwiowatych (Polyporaceae).

## Systematyka i nazewnictwo
Pozycja w klasyfikacji według Index Fungorum: Trametes, Polyporaceae, Polyporales, Incertae sedis, Agaricomycetes, Agaricomycotina, Basidiomycota, Fungi.
Po raz pierwszy takson ten zdiagnozował w 1753 r. Karol Linneusz nadając mu nazwę Boletus suaveolens. Obecną, uznaną przez Index Fungorum nazwę nadał mu w 1838 r. Elias Fries, przenosząc go do rodzaju Trametes.
Synonimów naukowych ma ok. 30. Niektóre z nich: 
Agarico-pulpa suaveolens (L.) Paulet, 
Boletus suaveolens L., 
Boletus suaveolens L., var. suaveolens
Boletus suberosus Bolton, 
Daedalea bulliardii Fr., 
Daedalea confragosa f. bulliardii (Fr.) Domański, Orloś & Skirg., 
Daedalea suaveolens (L.) Pers., 
Daedaleopsis confragosa var. bulliardii (Fr.) Ljub., 
Fomitopsis odoratissima Bondartsev, 
Haploporus suaveolens (L.) Donk, 
Polyporus bulliardii (Fr.) Pers., 
Polyporus bulliardii (Fr.) P. Kumm., 
Polyporus itoi Lloyd, 
Polyporus suaveolens (L.) Fr., 
Polyporus suaveolens (L.) Fr., subsp. suaveolens
Trametes bulliardii (Fr.) Fr., 
Trametes confragosa f. bulliardii (Fr.) Pilát, 
Trametes suaveolens f. indora (L.) Pilát..
Nazwę polską podał Władysław Wojewoda w 2000 r. W polskim piśmiennictwie mykologicznym ma też inne nazwy: huba przyjemna, huba wonna, huba wierzbowa, wrośniak bezwonny, wrośniak pachnący, żagiew wonna.

## Morfologia
Owocniki
Jednoroczne, o szerokości do 12, wyjątkowo 15 cm i grubości 1,5–4 cm. Do podłoża przyrastają bokiem, mają kształt półkolisty, poduszeczkowaty, konsolowaty i grubszą nasadę. Brzeg owocnika tępy lub ostry i czasami podwinięty. Górna powierzchnia jest płaska lub wypukła, aksamitna lub filcowa, ma kolor biały lub białoszary.
Hymenofor
Rurkowaty. Rurki mają długość 10–15 mm, kolor biały, później kremowy, w końcu brązowy. Pory okrągłe lub kanciaste i białe o średnicy 0,5–1 mm. Ostrza rurek na młodych owocnikach są tępe i równe, na starszych ząbkowane.
Miąższ
Skórzasto-korkowaty strefowany, o kolororze od białego do kremowwego/ Wydziela silny i charakterystyczny zapach anyżu. Gdy owocniki są świeże, zapach ten wyczuwalny jest często z odległości kilku metrów.
Wysyp zarodników
Słomkowożółty. 
Zarodniki gładkie i lekko wygięte, o rozmiarach 7-10(12) x 3–4 μm.

## Występowanie i siedlisko
Jest szeroko rozprzestrzeniony na całej półkuli północnej. W Polsce jest dość pospolity. Rośnie zarówno na martwych, jak i na żywych drzewach. Można go spotkać lasach łęgowych, ale także przy drogach, nad potokami. W Europie Zachodniej jednak wskutek niszczenia biotopów w których występuje (nadrzecznych łęgów) gatunek ten jest coraz rzadszy.
Występuje głównie na wierzbach (Salix), najczęściej na wierzbie białej i jej mieszańcu z wierzbą kruchą (Salix × rubens), czasami także na kasztanowcu zwyczajnym, grabie pospolitym, topoli osice. Jest to grzyb późnojesienny; owocniki pojawiają się zwykle dopiero jesienią.

## Znaczenie
Saprotrof lub pasożyt wywołujący białą zgniliznę drewna. W Europie uważany za grzyb niejadalny, w Kanadzie jednak figuruje na liście grzybów jadalnych. W Europie Północnej dawniej wkładano go do koszy z bielizną, by nadać ubraniom ładniejszy zapach.

## Gatunki podobne
Jeżeli weźmie się pod uwagę miejsce wyrastania (wierzba), biały kolor i anyżkowy zapach – wrośniak anyżkowy właściwie nie może być pomylony z żadnym z innych gatunków wrośniaków, ani z innymi występującymi w Polsce gatunkami grzybów nadrzewnych. Z wrośniaków najbardziej podobny jest wrośniak garbaty (Trametes gibbosa), ale nie ma zapachu anyżu i rośnie głównie na bukach.